# Nowe Skórowo
Nowe Skórowo (kaszb. Nowé Skòrzewò lub Nowé Skórowò) – wieś w Polsce położona w województwie pomorskim, w powiecie słupskim, w gminie Potęgowo.
W latach 1975–1998 miejscowość administracyjnie należała do województwa słupskiego.